# Ruhororo
Ruhororo è un comune del Burundi situato nella provincia di Ngozi con 62.337 abitanti (censimento 2008).

## Geografia antropica

### Suddivisioni amministrative
Il comune è suddiviso in 30 colline.